# Châtel-Saint-Germain
Châtel-Saint-Germain är en kommun i departementet Moselle i regionen Grand Est (tidigare regionen Lorraine) i nordöstra Frankrike. Kommunen ligger i kantonen Ars-sur-Moselle som tillhör arrondissementet Metz-Campagne. År 2022 hade Châtel-Saint-Germain 1 869 invånare.

## Befolkningsutveckling
Antalet invånare i kommunen Châtel-Saint-Germain
| Referens: INSEE |